# Viteză în coastă

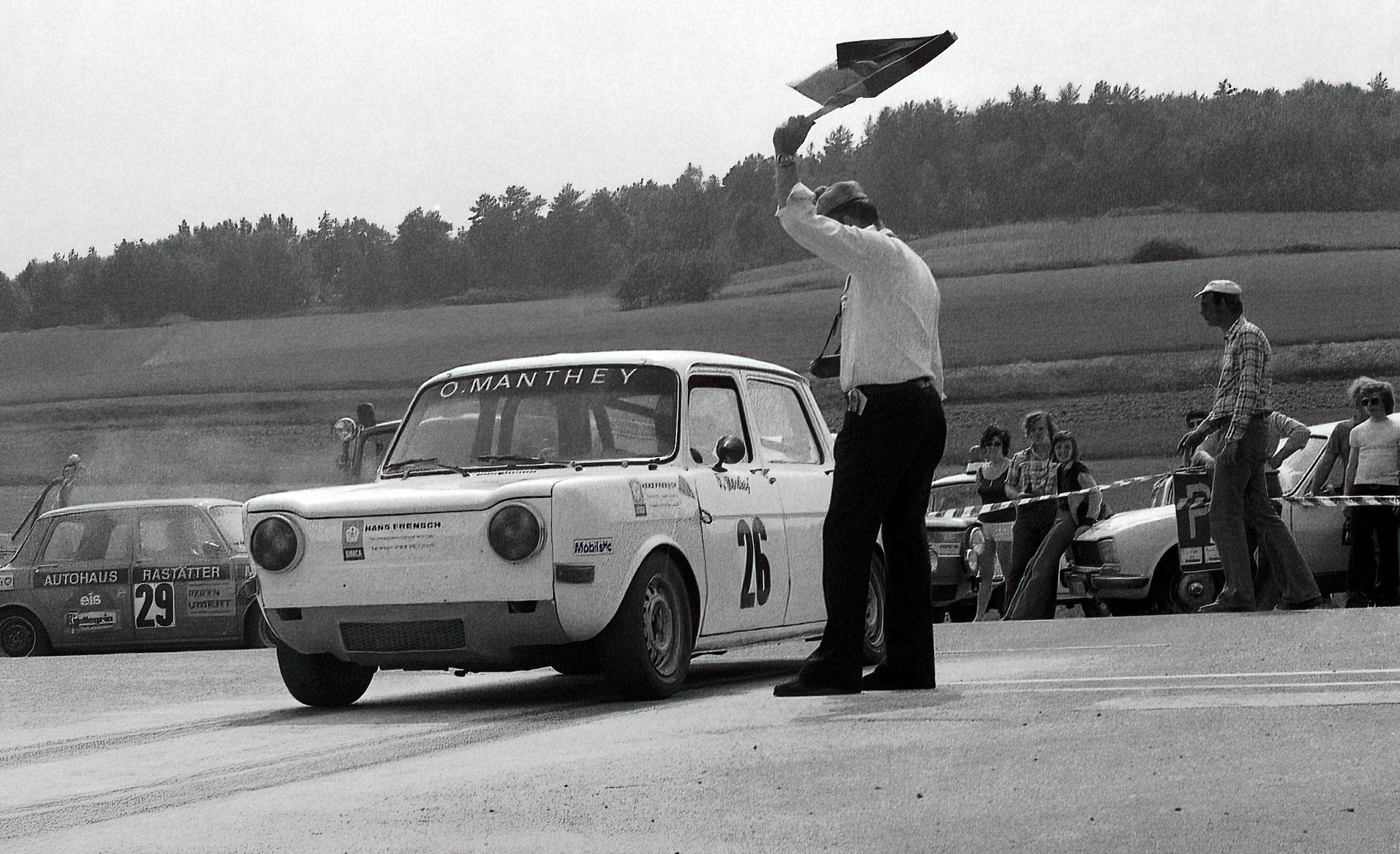
Olaf Manthey într-un Simca Rallye 2 la startul unei curse a cupei montane ONS în 1976

Viteză în coastă este o disciplină în sportul cu motor. Spre deosebire de cursele pe circuit de viteză, acestea se desfășoară ca probe individuale pe un traseu în urcare.
Conform FRAS (Federația Română de Automobilism Sportiv) „Viteza în coastă reprezintă una dintre cele mai accesibile forme de motorsport, fiind totodată și una dintre cele mai vechi discipline sportive automobilistice atestate în România. Într-o cursă de viteză în coastă fiecare concurent urmărește să obțină cel mai scurt timp (de unde termenul de viteză) pe un traseu de asfalt cu diferență de nivel parcurs în urcare (de aici și denumirea de „coastă”).”

## Istoric

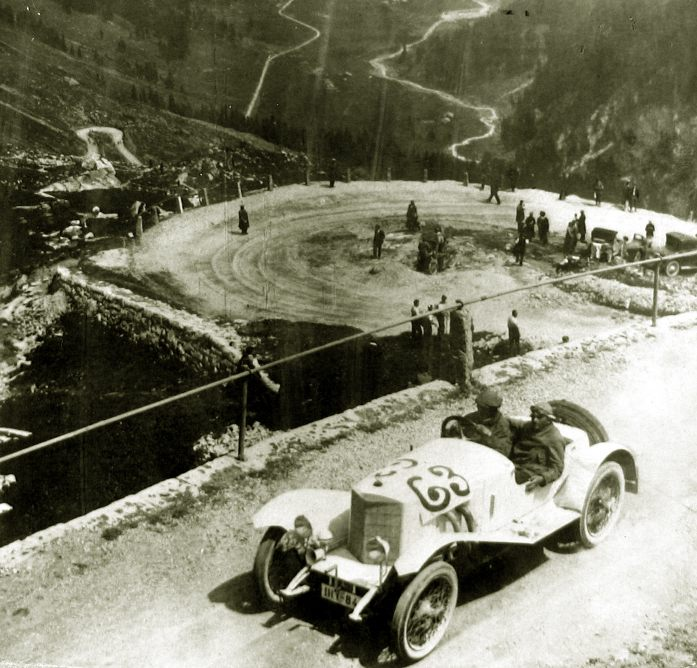
Cursa de viteză în coastă Klausenpass Elveția (1923)

Prima probă de viteză în coastă din istoria automobilismului a avut loc pe 31 ianuarie 1897, ca parte a unei curse de la Marsilia la Nisa. A treia și ultima etapă a competiției a avut exact 17 km de la Nisa până în satul de munte La Turbie. S-a spus că această cursă a fost câștigată de producătorul de anvelope de sport cu motor André Michelin, dar alte surse au numit un pilot pe nume Pary drept câștigătorul debutului La Turbie.
În perioada interbelică, au fost organizate curse montane cu mașini de curse Grand Prix, de exemplu realizat de Mercedes-Benz si Auto Union, cu piloți celebri precum Bernd Rosemeyer, Rudolf Caracciola și Hans Stuck la volan.
La începutul anilor 1960, în cadrul creșterii masive a motorizării, cursele de viteză în coastă au fost reluate sau reintroduse. În plus, unele curse montane au fost incluse uneori în campionatul mondial de mașini sport, adică echivalate cu clasice precum Cursa de 24 de ore de la Le Mans, cursa de 1000 km de pe Nürburgring sau Targa Florio. Până în anii 1970, Porsche, Ferrari, Abarth și BMW au construit mașini de curse de viteză în coastă extrem de ușoare, cum ar fi Porsche 909 Bergspyder sau Ferrari Dino, special pentru Campionatul European de viteză în coastă.

## Diferențieri
Se face diferențiere între:
- viteză în coastă pentru automobile
- viteză în coastă pentru motociclete
- viteză în coastă combinate pentru automobile și pentru motociclete

Cele mai spectaculoase și apreciate sunt probele de viteză în coastă pentru automobile.

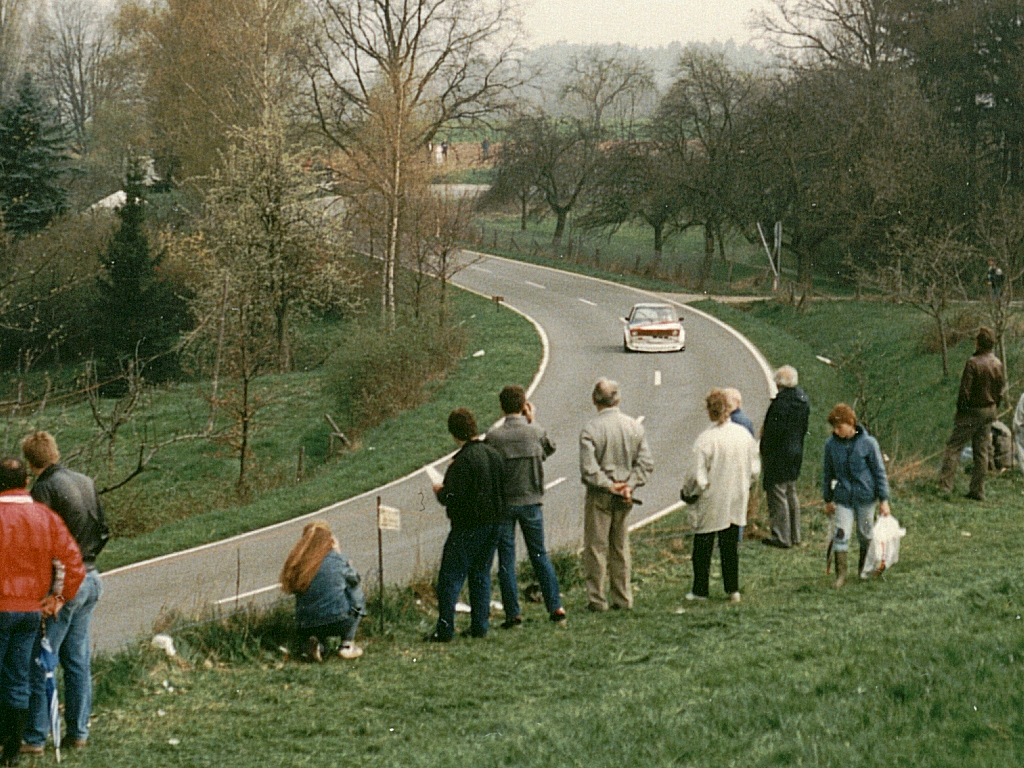
Probă de viteză în coastă la Zotzenbach (1989)
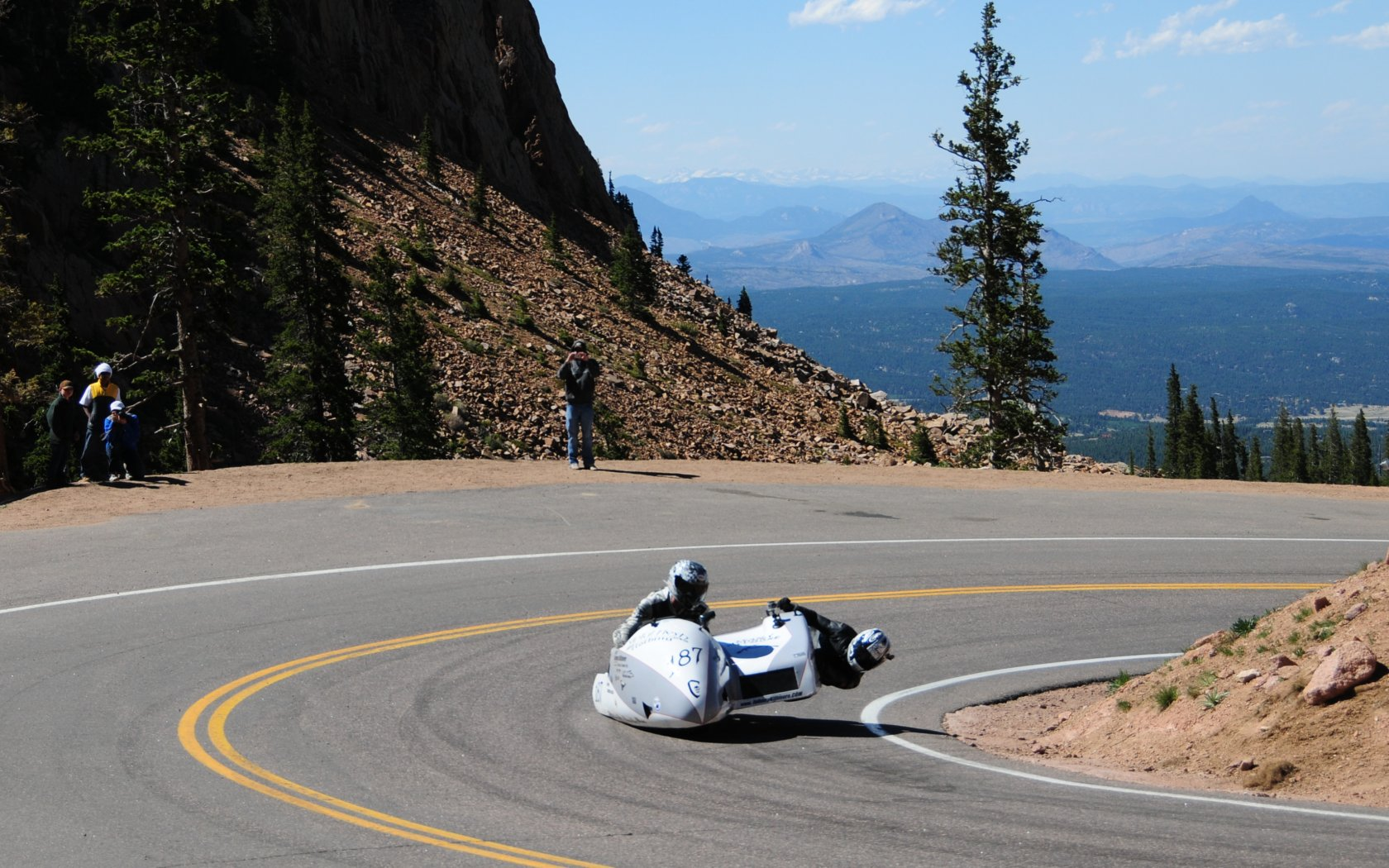
O echipă de motocicliști de Formula 2 la Pikes Peak International Hill Climb (2011)
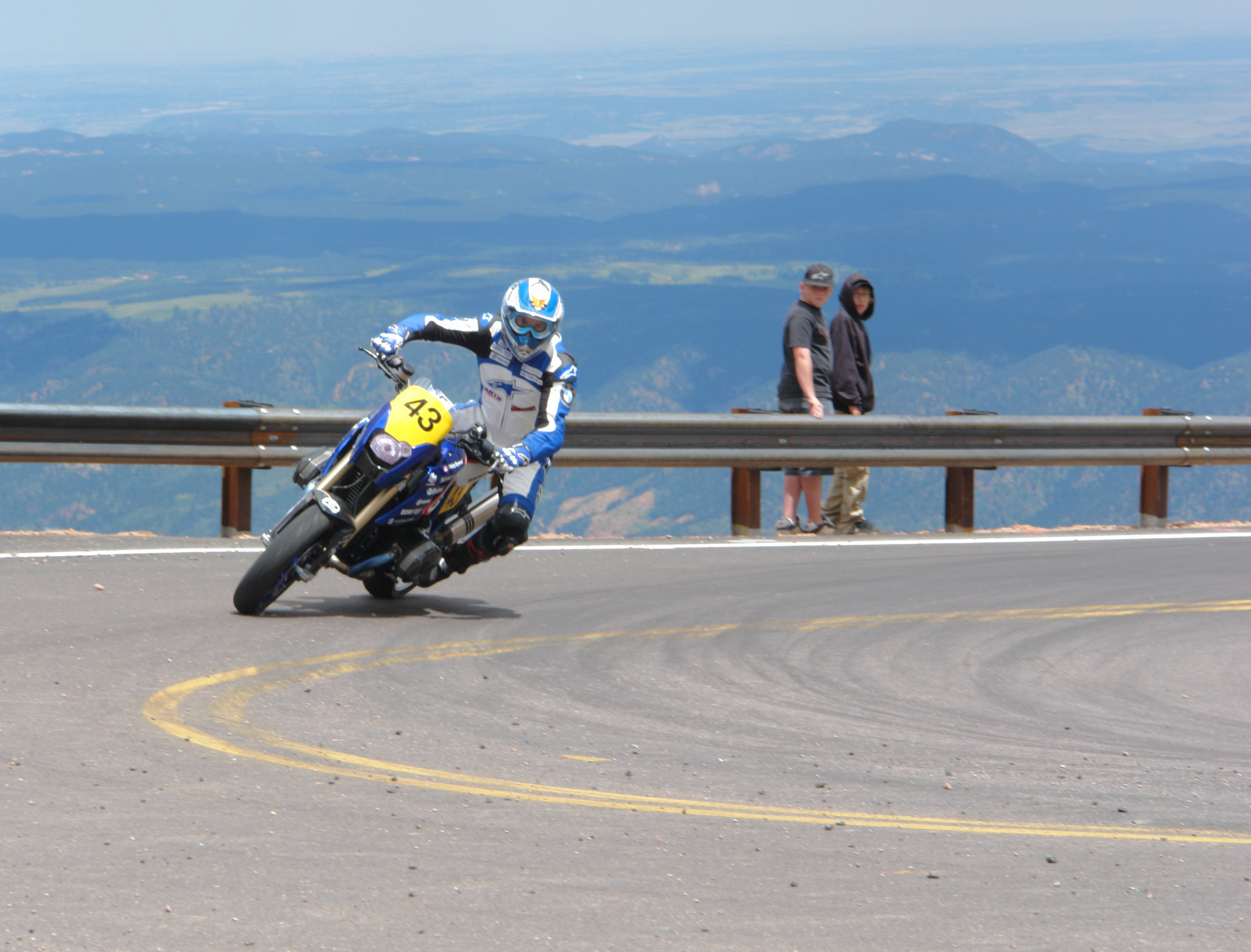
Participant motociclist pe un BMW cu puțin timp înainte de sosire
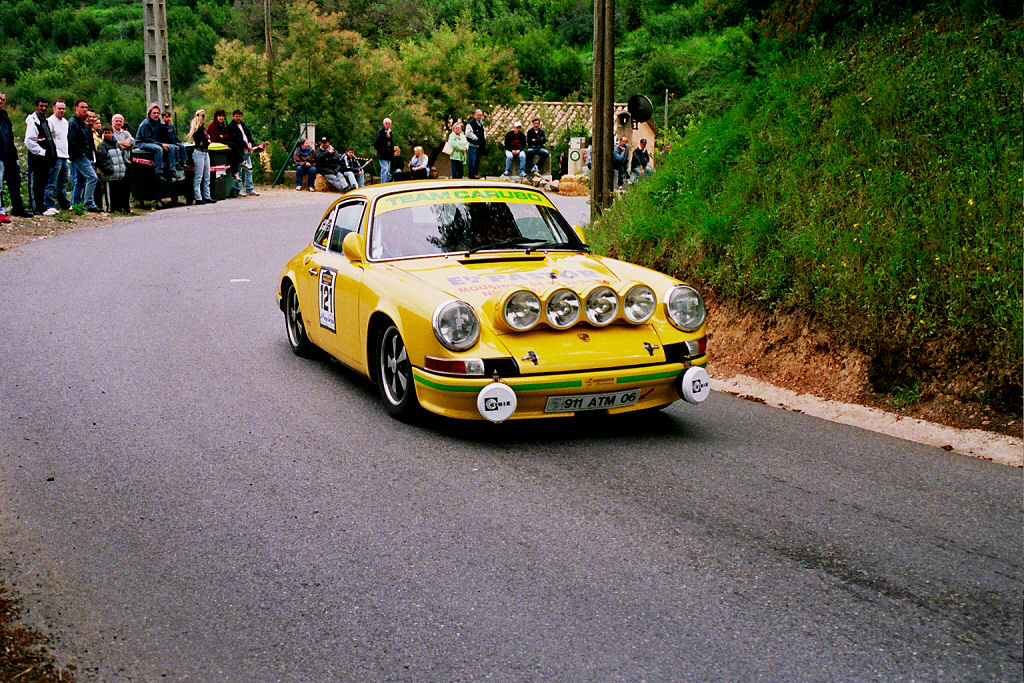
Porsche 911 în timpul unei urcări la Pegomas-Tanneron retro-clasic (2005)